# Еллен Гаґен
Еллен Гельґа Луїза Гаґен (швед. Ellen Helga Louise Hagen, до шлюбу Вадстрем (швед. Wadström); 1873—1967) — шведська політична (Ліберальна партія) і громадська діячка, суфражистка, феміністка та письменниця.

## Життєпис
Народилася 15 вересня 1873 року у Стокгольмі в родині священика і письменника Бернхарда Вадстрема.
Почала займатися громадською і політичною діяльністю. У 1902 році заснувала в Уппсалі місцеве відділення Національної асоціації за політичні права жінок (Landsföreningen för kvinnans politiska rösträtt, LKPR) і була її головою до розпуску в 1923 році. Також брала участь у різних рухах на національному рівні, в тому числі за рівноправність жінок на виборах. Сучасниками Еллен Гаґен характеризувалася як гарна ораторка. Займалася питаннями миру і роззброєння в 1920-1930-х роках і брала участь як шведська делегатка на конференції з роззброєння в Парижі в 1931 році. Еллен Гаґен була головою Конфедерації ліберальних жінок (Liberala kvinnor) у 1938—1946 роках та Шведської жіночої асоціації (Svenska Kvinnors Medborgarförbund) в 1936—1963 роках.
Поряд з політичною і громадською діяльністю, Гаґен писала біографічні книги, включаючи біографію свого родича — Карла Вадстрема. Вона також читала лекції з соціальних питань у різних містах Швеції.
Померла 15 вересня 1967 року в Тобю.

### Родина
Була одружена з Робертом Гаґеном (1868—1922), який деякий час був губернатором округу Євлеборг. Подружжя поховане на Уппсальському старому цвинтарі. Мала сина, шведського дипломата Торда Гаґена; її онука Сесілія стала журналісткою і письменницею.